# Anders Mossberg (friidrottare)
Anders Mossberg, född 22 november 1952, svensk friidrottare (huvudgren tresteg). Han tävlade för Drottningholms SK, Bromma IF och Hässelby SK. Han hade svenska rekordet i tresteg åren 1980 till 1981 och tog två SM-tecken i tresteg. Han utsågs 1982 till Stor grabb nummer 327 i friidrott.

## Karriär (tresteg)
År 1976 vann Anders Mossberg SM-guld i tresteg på 15,95.
Även 1978 vann han SM i tresteg, denna gång på 15,79.
Den 31 augusti 1980 i Helsingfors slog Mossberg Per-Owe Smidings svenska rekord i tresteg från 1974, med ett hopp på 16,21. Han behöll rekordet till 1981 då Johan Brink hoppade 16,27.